# Daria Bujnicka
Daria Bujnicka (* 11. Dezember 2003) ist eine polnische Badmintonspielerin, die im Parabadminton in der Startklasse SH6 an den Start geht und bereits im Alter von 13 Jahren eine Medaille bei einer Weltmeisterschaft gewinnen konnte.

## Karriere
Bei der Weltmeisterschaft 2017 in Ulsan bestritt Bujnicka am 22. November im Alter von 13 Jahren und 346 Tagen ihr erstes Weltmeisterschaftsspiel. Dort spielte sie im Mixed mit dem Japaner Yohei Hatakeyama gegen die beiden Australier Luke Missen und Kobie Jane Donovan, das Spiel ging mit 21:14, 24:26, 3:21 verloren. Das zweite Spiel gegen den Thailänder Yaemmali Bunthan und die Dänin Simone Emilie Meyer Larsen wurde gewonnen und das dritte Spiel gegen den Franzosen Fabien Morat und die Engländerin Rebecca Bedford wurde wieder verloren.
Zwei Tage später startete Bujnicka im Damendoppel mit ihrer Landsfrau Oliwia Szmigiel. In der Gruppenphase gewannen sie gegen die Polin Weronika Krzemińska und die Schottin Deidre Nagle und verloren gegen die Engländerinnen Rebecca Bedford und Rachel Choong. Im Halbfinale standen sie ihrer Landsfrau Maria Bartusz gegenüber, die das Doppel mit der Irin Emma Farnham bestritt. Dieses Spiel verloren Bujnicka und Szmigiel mit 13:21, 11:21. Im Alter von 13 Jahren und 349 Tagen errang Bujnicka somit ihre erste Medaille bei einer Weltmeisterschaft. Diese Bronzemedaille teilten sich die beiden Polinnen mit der Sri-Lankerin Randika Doling und der Peruanerin Carmen Giuliana Póveda Flores.
Bei der Europameisterschaft 2018 in Rodez startete Bujnicka erstmals im Einzel. In der Gruppenphase verlor sie gegen Rachel Choong und Oliwia Szmigiel und gewann gegen die Dänin Dänin Simone Emilie Meyer Larsen. Im Doppel spielte sie erneut mit Oliwia Szmigiel. Da es nur drei Teilnehmer gab, wurde der Wettbewerb als Jeder-gegen-jeden-Turnier ausgetragen. Bujnicka und Szmigiel verloren gegen Rebecca Bedford/Rachel Choong und gewannen gegen Irina Borissowa/Simone Emilie Meyer Larsen sowie Maria Bartusz/Deidre Nagle, somit erhielten die beiden Polinnen die Silbermedaille. Das Mixed bestritt sie mit dem Franzosen Charles Noakes. In der Gruppenphase verloren sie sowohl gegen Djordje Koprivica (Serbien)/Oliwia Szmigiel (Polen) als auch gegen Andrew Martin/Rachel Choong (beide aus England).
Bei der Weltmeisterschaft 2019 in Basel gewann Bujnicka das Einzel gegen die Inderin Ruhi Satish Shingade und verlor gegen Rebecca Bedford sowie Irina Borissowa. Im Doppel spielte sie erneut mit Oliwia Szmigiel, sie gewannen in der Gruppenphase gegen die US-Amerikanerinnen Colleen Gioffreda und Jayci Simon und verloren gegen Carmen Giuliana Poveda Flores (Peru)/Katherine Valli (Vereinigte Staaten). Das Halbfinale ging mit 3:21, 12:21 gegen Rebecca Bedford/Rachel Choong verloren. Die beiden Polinnen teilten sich die Bronzemedaille mit den Russinen Irina Borissowa und Uljana Podpalnaja. Im Mixedbewerb startete sie mit dem Malaysier Didin Taresoh und verloren das Halbfinale mit 9:21, 13:21 gegen Andrew Martin/Rachel Choong aus England. Diese Bronzemedaille ging zudem an Vitor Gonçalves Tavares aus Brasilien mit Rubi Milagros Fernandez Vargas aus Peru.
Ihr bis dato letztes Turnier war das IBERDROLA Spanish Para Badminton International 2022 vom 9. bis zum 13. März 2022, das in Cartagena ausgetragen wurde. Im Einzel verlor sie gegen die Ägypterin Yasmina Eissa und die Peruanerin Carmen Giuliana Poveda Flores. Im Doppel spielte sie mit ihrer Landsfrau Oliwia Szmigiel gegen Rubi Milagros Fernandez Vargas und Carmen Giuliana Poveda Flores aus Peru und verlor mit 10:21, 9:21. Da beide Duos die einzigen Teilnehmer waren, stellte dieses Spiel das Finale dar.